# Liste von Friedenspreisen
Diese Liste nennt Auszeichnungen, die Personen oder Institutionen würdigen sollen, die sich für Frieden einsetzen.

## Bestehende Friedenspreise
| Name                                                        | Vergebende Institution                                                      | Erste Vergabe | Preisgeld                | Anmerkung |
| ----------------------------------------------------------- | --------------------------------------------------------------------------- | ------------- | ------------------------ | --- |
| Aachener Friedenspreis                                      | Aachener Friedenspreis e. V.                                                | 1988          | undotiert                | |
| Augsburger Friedenspreis                                    | Stadt Augsburg und die Evangelisch-Lutherische Kirche in Bayern             | 1985          | 12.500 Euro              | |
| Bremer Friedenspreis                                        | Stiftung die schwelle                                                       | 2003          | 5.000 Euro               | |
| Dresden-Preis                                               | Verein Friends of Dresden Deutschland                                       | 2010          | undotiert                | |
| Erich-Maria-Remarque-Friedenspreis                          | Stadt Osnabrück                                                             | 1991          | 25.000 Euro              | „für belletristische, journalistische und allgemeinverständliche wissenschaftliche Arbeiten“ verliehen, die „sich mit den Themen ‚innerer und äußerer Frieden’ auseinandersetzen“                               |
| Félix-Houphouët-Boigny-Friedenspreis                        | UNESCO                                                                      | 1991          | 122.000 Euro             | |
| Franco-Paselli-Friedenspreis                                | Internationalen Friedensschule Bremen                                       | 1998          | undotiert                | |
| Friedensnobelpreis                                          | Norwegisches Nobelkomitee                                                   | 1901          | ca. 845.000 Euro         | Liste der Friedensnobelpreisträger |
| Friedenspreis des Deutschen Buchhandels                     | Börsenverein des Deutschen Buchhandels                                      | 1950          | 25.000 Euro              | |
| Friedenspreis der Geschwister Korn und Gerstenmann-Stiftung | Abraham Korn und Rosa Gerstenmann                                           | 1985          | 50.000 Euro              | |
| Friedrich-Siegmund-Schultze-Förderpreis                     | Evangelische Arbeitsgemeinschaft für Kriegsdienstverweigerung und Frieden   | 1994          | 6.000 Euro               | |
| Göttinger Friedenspreis                                     | Roland Röhl                                                                 | 1999          | 3.000 Euro               | |
| Gustav-Heinemann-Friedenspreis für Kinder- und Jugendbücher | Landeszentrale für politische Bildung NRW                                   | 1982          | 7.500 Euro               | Ausgezeichnet werden Kinder- und Jugendbücher, die in besonderer Weise geeignet sind, Kindern und Jugendlichen die Idee eines von Toleranz und Zivilcourage geprägten friedlichen Zusammenlebens zu vermitteln. |
| Hessischer Friedenspreis                                    | Albert-Osswald-Stiftung                                                     | 1994          | 25.000 Euro              | |
| John Rabe-Friedenspreis                                     | John Rabe Communication Centre                                              | 2009          | undotiert                | |
| Manfred-Wörner-Medaille                                     | Bundesministerium der Verteidigung                                          | 1996          | unbekannt                | |
| Methodistischer Friedenspreis                               | Weltrat methodistischer Kirchen                                             | 1877          | unbekannt                | |
| Michael-Sattler-Friedenspreis                               | Deutsches Mennonitisches Friedenskomitee                                    | 2006          | unbekannt                | |
| Muhammad-Nafi-Tschelebi-Preis                               | Zentralinstitut Islam-Archiv-Deutschland                                    | 1997          | undotiert                | |
| Niwano-Friedenspreis                                        | Niwano Peace Foundation                                                     | 1983          | umgerechnet 155.000 Euro | |
| Otto-Hahn-Friedensmedaille                                  | Deutsche Gesellschaft für die Vereinten Nationen                            | 1988          | undotiert                | |
| Pacem in Terris Award                                       | Bistum Davenport                                                            | 1964          | unbekannt                | |
| Pearson Peace Medal                                         | United Nations Association in Kanada                                        | 1979          | unbekannt                | |
| Peter-Becker-Preis                                          | Philipps-Universität Marburg                                                | 2005          | 10.000 Euro              | |
| Petra-Kelly-Preis                                           | Heinrich-Böll-Stiftung                                                      | 1998          | 10.000 Euro              | |
| Ramon Magsaysay Award                                       | Rockefeller Brothers Fund im Einvernehmen mit der Philippinischen Regierung | 1958          | unbekannt                | |
| Sean MacBride Peace Prize                                   | Bureau International Permanent de la Paix                                   | 1992          | undotiert                | |
| Student Peace Prize                                         | Student Peace Prize Sekretariat                                             | 1999          | ca. 5.000 Euro           | |
| Stuttgarter Friedenspreis                                   | Stiftung Stuttgarter Friedenspreis                                          | 2003          | 5.000 Euro               | |
| Sydney-Friedenspreis                                        | Sydney Peace Foundation                                                     | 1998          | unbekannt                | |
| UNESCO-Preis für Friedenserziehung                          | UNESCO                                                                      | 1981          | bis zu 60.000 US-Dollar  | |
| War Resisters League Peace Award                            | War Resisters League                                                        | 1958          | unbekannt                | |
| Internationaler Preis des westfälischen Friedens            | Wirtschaftliche Gesellschaft für Westfalen und Lippe e. V.                  | 1998          | 100.000 Euro             | |
| Würzburger Friedenspreis                                    | Komitee Würzburger Friedenspreis                                            | 1995          | unbekannt                | |

## Historische Friedenspreise
| Name                                                | Vergebende Institution                             | Erste Vergabe | Letzte Vergabe              | Preisgeld  | Anmerkung |
| --------------------------------------------------- | -------------------------------------------------- | ------------- | --------------------------- | ---------- | --- |
| Abdi-İpekçi-Preis                                   | 0                                                  | 1992          | 2001                        | undotiert  | |
| Albert Einstein Peace Prize                         | Albert Einstein Peace Prize Foundation             | 1980          | 1992                        | 50.000 USD | |
| Berliner-Friedensuhr-Preis                          | Berliner Komitee für UNESCO-Arbeit                 | 2003          | 2014                        | undotiert  | |
| Beyond War Award                                    | Beyond War Foundation                              | 1983          | 1990                        | undotiert  | |
| Carl-von-Ossietzky-Medaille (Friedensrat der DDR)   | Friedensrat der DDR                                | 1961          | unbekannt (spätestens 1989) | unbekannt  | quasi-staatliche Auszeichnung im Sinne der DDR-Diktatur                                                                      |
| Friedenspreis der Deutsch-Israelischen Gesellschaft | Deutsch-Israelische Gesellschaft                   | 2001          | 2010                        | 5000 Euro  | |
| Internationaler Friedenspreis (Weltfriedensrat)     | Weltfriedensrat                                    | 1949          | 1956                        | unbekannt  | von der UdSSR gesteuert |
| Internationaler Stalin-(bzw. Lenin-)Friedenspreis   | Oberster Sowjet der UdSSR                          | 1949          | 1990                        | unbekannt  | |
| Konfuzius-Friedenspreis                             | Konfuzius-Preiskomitee                             | 2010          | 2017                        | unbekannt  | Gegengewicht zu der von der chinesischen Regierung als „politisch missbraucht“ betrachteten Vergabe des Friedensnobelpreises |
| Friedenspreis von Mostar                            | Zentrum für Frieden und multiethnische Kooperation | 2004          | 2008                        | undotiert  | Preis für Verständigung zwischen den in Mostar lebenden Volksgruppen                                                         |

## Preise, die unter anderem auch Einsatz für Frieden auszeichnen
- Right Livelihood Award
- St.-Liborius-Medaille für Einheit und Frieden